# العلاقات اللبنانية الإماراتية
العلاقات الإماراتية اللبنانية هي العلاقات بين الجمهورية اللبنانية ودولة الإمارات العربية المتحدة. لدى الإمارات سفارة في بيروت، ولدى لبنان سفارة في أبو ظبي وقنصلية عامة في دبي.
اهتمت الإمارات بمساعدة لبنان من خلال مبادرته بنزع الألغام التي خلفها الاحتلال الإسرائيلي للجنوب وعلى نفقته الخاصة وكذلك اهتم بأن تقوم الإمارات بدور فاعل في عملية إعادة بناء لبنان بعد الحرب، فقدمت الدولة المساعدات المالية والهبات والقروض للمشاريع الحيوية والتنموية مما عزز العلاقات الثنائية بين البلدين.
وفي مايو 2025، قام الرئيس اللبناني جوزاف عون بزيارة عمل إلى دولة الإمارات، خلالها استقبله الشيخ محمد بن زيد آل نهيان رئيس الدولة. وعقب هذه الزيارة، أعلنت دولة الإمارات إلغاء قرار منع سفر مواطنيها إلى لبنان، مما يعكس تعزيز العلاقات بين البلدين.